# Czachorowo (Grande-Pologne)
Pour les articles homonymes, voir Czachorowo.
Czachorowo (prononciation : [t͡ʂaxɔˈrɔvɔ]) est un village polonais de la gmina de Gostyń dans le powiat de Gostyń de la voïvodie de Grande-Pologne dans le centre-ouest de la Pologne.
Il se situe à environ 5 kilomètres au sud-ouest de Gostyń (siège de la gmina et du powiat) et à 62 kilomètres au sud de Poznań (capitale régionale).

## Histoire
De 1975 à 1998, le village faisait partie du territoire de la voïvodie de Leszno.

Depuis 1999, Czachorowo est situé dans la voïvodie de Grande-Pologne.